# کمنتسه
کِمِنتسِه (به مجاری:  Kemence) یک شهرداری در مجارستان است که در ناحیه سوب واقع شده‌است. کمنتسه ۴۲٫۷۵ کیلومتر مربع مساحت و ۱٬۰۳۶ نفر جمعیت دارد.